# Hatha-jóga

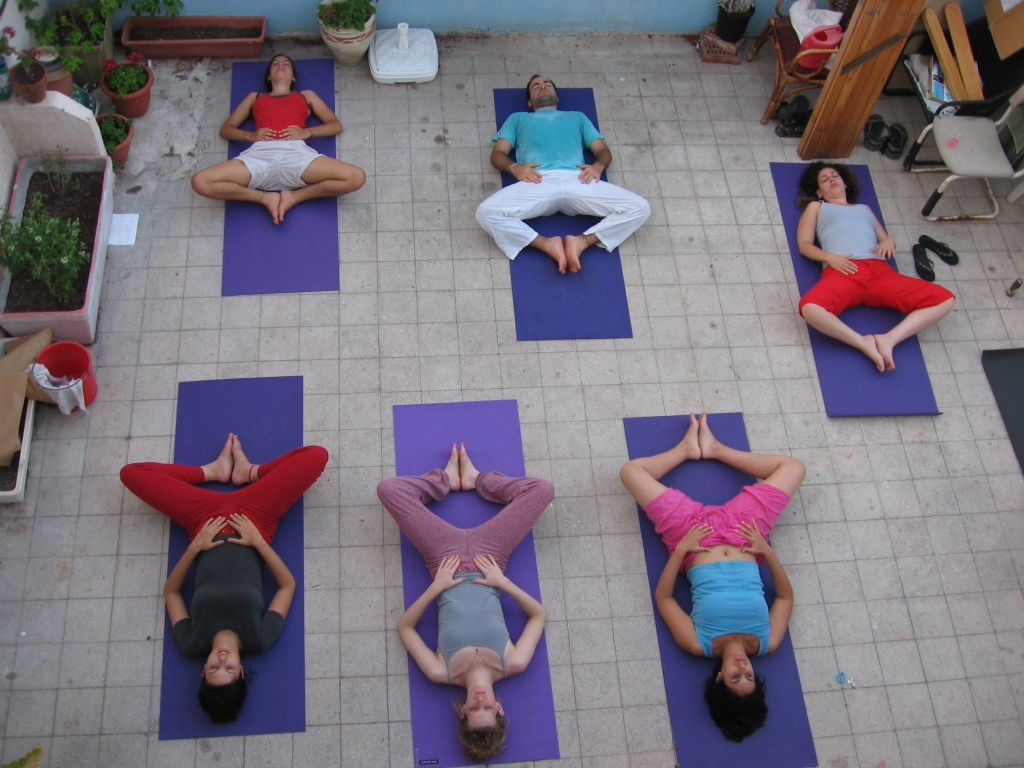
Tanulók a Hatha-jógát gyakorolják

A Hatha-jóga (szanszkrit: हठ योग) a jóga egyik formája. Az egyik legismertebb jógairányzat, mely elnevezése a “ha” és “tha” szavakból épül össze és ezoterikus jelentéssel bír: a “ha” szó Napot jelent, a “tha” pedig Holdat. A hatha jóga kiegyensúlyozza a Nap és Hold jellegű (aktív és passzív, soláris és lunáris, prána és apána) energiákat a szervezetben. 
Eredetileg a Rádzsa-jóga egyik ága volt, ma már azonban önálló, a testi és szellemi egészség megőrzésére törekvő jógarendszert alkot. Fő célja a csakrák megtalálása és aktiválása; így próbálja életre kelteni a kundalinit (a szunnyadó szellemi energiát).  A Hatha-jóga a testen való uralom Jógája. A fő jógairányzatokkal szemben nem a megszabadulást és az üdvösséget célozza, hanem a testi egészséget és tökéletességet, ahol valaki a fizikai, érzelmi, szellemi és spirituális szinten is egyensúlyban van. Főleg Nyugaton lett népszerűvé.

## Jellemzők
A Hatha-jóga a náth-hagyományból jött létre, amelyre a tantrizmus, a saivizmus és a buddhizmus egyaránt hatással volt.  Legfőbb ismertetője a Szvámi Szvatmarama által a 15. században írt Hatha Yoga Pradipika ("A Hatha-jóga lámpása"), valamint Rsi Gheranda "Gheranda szamhitá"-ja volt. De az ősi Hatha-jóga iskola alapítója, Górakhnáth "Góraksasátakam" műve is fontos része e jóga irodalmi hagyományának.
A jóga tanainak feltárói és tapasztalt művelői jól ismerték az emberi testet, a szervezet minden porcikáját és működését, hogy az ülésmódok és testtartások tudatosan befolyásolják a testet, bizonyos szervekre, vagy bizonyos idegközpontokra hatnak ki. Nem mindegy, hogy adott esetben melyik ászana alkalmas. A jógának ezzel a részével főleg a Hatha-Jóga foglalkozik.
Ez a jóga a testen keresztül akarja a pránát uralmának alávetni, s ez nagyon is kézenfekvő módszer, hiszen testben élünk és testünk ezer nyűggel akadályoz bennünket a szellemi összpontosításban, amíg alá nem tudjuk vetni akaratunknak. A Hatha-Jóga egy gyakorlatias módszer és ott kezdi az önfegyelmezést, ahol csakugyan el kell kezdeni: a testünknél, fizikai alkatunk megrendszabályozásánál.
A lélegzésszabályozással, a prána irányításával (pránájáma) együtt jár, tőle elválaszthatatlan a megfelelő testtartás, az úgynevezett ászana. „Ászana" szó szerint ülésmódot jelent. Az ülésmódokhoz tartozó testtartásokat mudráknak nevezik, de a mudrát rendesen az ülésmóddal együtt szokták általában ászanának mondani. Rendkívül sok különböző ülésmód és testtartás ismeretes és mindegyiknek megvan a maga értelme és célja. 
A Hatha-Jóga igen jól kidolgozott rendszer. A test tökéletes ismeretén alapszik, bár ez az ismeret egészen más gyökerekből nőtt ki, mint a Nyugat anatómiai ismerete. Nemcsak a sűrűtest részeit, szerveit, vezetékhálózatait és szervi erőközpontjait veszi figyelembe, hanem azt is, hogy azok csupán sűrűanyagú közvetítői, eszközei a szellemnek. Amikor a testet edzi, fegyelmezi és rendkívüli mértékben fejleszti, ezt nem öncélú módon teszi, csak azért, hogy a test erős, hajlékony, ügyes és mindenféle feladat elvégzésére kiválóan alkalmas legyen, hanem azért, hogy a test minden külső és belső részén tudatosan uralkodva, legyőzze a test okozta gátlásokat és korlátozásokat, s így szellemi, magasabb rendű célok szolgálatába állíthassa az erőket. A Hatha-Jóga közvetett végcélja is szellemi.

## Részei
A Hatha-jóga részei:
- Testgyakorlatok (ászanák)
- Légzőgyakorlatok (pránájáma)
- Tisztítógyakorlatok (sat-karma)
- Energetikai gyakorlatok
- Koncentráció (dháraná)
- Elmélyedés (pratjáhára)
- Mély meditáció (dhjána)
- Mantrák
- Mudrák
- Kriják és bandhák
- Filozófia

## Jótékony hatásai
A Hatha-jóga jótékony hatásai megtapasztalhatók fizikai, mentális és spirituális szinten is. Az előnyei között szerepelnek:
Testi egészség
- Erő és rugalmasság: A különböző ászanák rendszeres gyakorlása javítja a rugalmasságot és az izomerőt, ami javítja a testtartást és segít megelőzni a sérüléseket.
- Jobb testtartás: Segít tudatosítani a testtartást a gyakorlatsorok alatt, továbbá a mindennapi életben, ami csökkenti a hát- és nyakfájásokat.
- Emésztési előnyök: A fizikai gyakorlatok, különösen a tisztító technikák, segítenek javítani az emésztést és támogatják az egészséges bélmozgást.

Légzés
- Növelt tüdőkapacitás: A pránájáma gyakorlatok segítenek növelni a tüdőkapacitást és javítani a légzés minőségét.
- Stresszcsökkentés: A tudatos légzés segít a test ellazításában és csökkenti a stresszszintet, ami elősegíti a mélyebb pihenést és relaxációt.

Mentális és emocionális jólét
- Konzisztens gyakorlásuk javítja a koncentrációt és a mentális tisztaságot, csökkenti a szorongást és a stresszt, elősegíti a pozitív gondolkodást és érzelmi egyensúlyt.

- Tudatosság: A meditációs technikák és a gyakorlatokra való odafigyelés növeli a tudatosságot, ami segít jobban kezelni a mindennapi élet kihívásait.

Energetikai és spirituális előnyök
- Energiaszint: Javítja a prána áramlását, ami növeli az energiaszintet és az éberséget.
- Belső béke: A gyakorlatok segítenek elérni a belső harmóniát és nyugalmat, elősegítve a spirituális növekedést és az egyén önmagán való mélyebb megismerését.